# Culicinomyces clavisporus
Culicinomyces clavisporus är en svampart som beskrevs av Couch, Romney & B. Rao 1974. Culicinomyces clavisporus ingår i släktet Culicinomyces, divisionen sporsäcksvampar och riket svampar.   Inga underarter finns listade i Catalogue of Life.